# Рубі – Сеніпах
Рубі – Сеніпах – газопровід, споруджений для видачі продукції індонезійського офшорного родовища Рубі.
У 2013 році в районі південного входу до Макасарської протоки розпочалась розробка газового родовища Рубі, від якого проклали газопровід довжиною 312 км та діаметром 350 мм до розташованого на східному узбережжі Калімантану газопереробного заводу Сеніпах (останній звели наприкінці 1990-х для потреб гігантського родовища Печіко, а в подальшому почали використовувати для прийому продукції з інших об’єктів). На Сеніпах ресурс передається далі до системи Сеніпах – Бонтанг.
Глибина моря у вихідному районі становить 60 метрів, при цьому максимальний показник глибини на трасі газопроводу становить 70 метрів. Під час спорудження використали антикорозійну ізоляцію із тришарового асфальту.